# Акт о перству 1963.
Акт о перству 1963. (енгл. Peerage Act 1963) јесте закон који је усвојио Парламент Уједињеног Краљевства којим је омогућено насљедним перовима да се одрекну тог статуса, али и женама да буду насљедни чланови Дома лордова.

## Историјат
Закон је донесен након протеста лабуристичког политичара Тонија Бена, тада насљедног пера са титулом 2. виконт Стенсгејт (енгл. 2nd Viscount Stansgate). Будући да су перови аутоматски били чланови Дома лордова они нису имали ни активно ни пасивно бирачко право за Дом комуна. Када је Тонијев отац прихватао перство требало је да га наслиједи његов најстарији син Мајкл Бен који није имао политичких амбиција да буде посланик Дома комуна. Међутим, Мајкл је погинуо током Другог свјетског рата и насљедник перске титуле је постао Тони. Он је 1950. изабран за посланика Дома комуна и почео се залагати за промјену закона како убудуће можда не би морао против своје воље прећи у Дом лордова. Тонијев отац је умро 1960, а Тони Бен је постао пер и члан Дома лордова изгубивши посланичко мјесто. Међутим, он се тада поново кандидовао у свом изборном округу Bristol South East и побиједио је. Изборни суд му није дозволио да постане посланик и за побједника је проглашен његов конзервативни противкандидат. Захваљујући овом случају конзервативна влада је 1963. предложила закон којим би омогућила перовима да се одрекну перства. Закон је одобрен краљевском санкцијом 31. јула 1963. Управо је Тони Бен био први насљедни пер који се одрекао титуле, а његов ранији конзервативни противкандидат је споразумно прихватио једну од синекура и тиме изгубио посланички мандат. На новим изборима Тони Бен је изабран за посланика.

## Законске одредбе
Акт о перству 1963. у свом првом члану је прописао да се сваки насљедни пер може доживотно одрећи перства. То се ради тако што се лорду канцелару подноси изјава о одрицању (енгл. instrument of disclaimer) у року од једне године од насљеђивања перства. Изјаву нису могли поднијети перови који су тражили writ of summons за Дом лордова. Други члан је прописивао да се посланик Дома комуна који би наслиједио перство морао одрећи перства у року од један мјесец, иначе би губио посланички мандат. Изјава о одрицању од перства је неопозива. Лицу које се одрекло перства није се могло додијелити ново насљедно перство (али је могло доживотно перство). Након смрти лица које се одрекло перства, носилац тог перства је постајао његов насљедник.
Ступањем на снагу Акта о Дому лордова 1999. насљедно перство је изгубило право чланства у Дому лордова. Тиме су насљедни перови стекли и активно и пасивно бирачко право за Дом комуна тако да не морају више да се одричу перства зарад посланичког мандата. Такође, Актом о реформи Дома лордова 2014. омогућено је перовима да могу поднијети неопозиву оставку на чланство у Дому лордова, али без обавезе да се одрекну перства.
Акт о перству 1963. такође је дао право свим шкотским перовима да сједе и гласају у Дому лордова. Наиме, од уједињења Енглеске и Шкотске (1707) шкотски перови су међу собом бирали само 16 представничких перова (енгл. representative peers) који би постајали чланови Дома лордова. Овим законом је укинуто такво представничко перство. Поред одредби о могућности одрицања од насљедног перства, најважнија одредба овог закона јесте и дато право да жене које су носиоци насљедног перства (енгл. Peeresses in own right) постану чланови Дома лордова.